# Waldo (Ohio)
Waldo és una població dels Estats Units a l'estat d'Ohio. Segons el cens del 2000 tenia 332 habitants.

## Demografia
Segons el cens del 2000, Waldo tenia 332 habitants, 144 habitatges, i 92 famílies. La densitat de població era de 197,2 habitants per km².
Dels 144 habitatges en un 26,4% hi vivien nens de menys de 18 anys, en un 56,9% hi vivien parelles casades, en un 6,3% dones solteres, i en un 36,1% no eren unitats familiars. En el 32,6% dels habitatges hi vivien persones soles el 19,4% de les quals corresponia a persones de 65 anys o més que vivien soles. El nombre mitjà de persones vivint en cada habitatge era de 2,31 i el nombre mitjà de persones que vivien en cada família era de 2,98.
Per edats la població es repartia de la següent manera: un 23,8% tenia menys de 18 anys, un 4,5% entre 18 i 24, un 27,1% entre 25 i 44, un 27,1% de 45 a 60 i un 17,5% 65 anys o més.
L'edat mediana era de 41 anys. Per cada 100 dones de 18 o més anys hi havia 80,7 homes.
La renda mediana per habitatge era de 30.982 $ i la renda mediana per família de 38.125 $. Els homes tenien una renda mediana de 35.750 $ mentre que les dones 22.500 $. La renda per capita de la població era de 18.545 $. Aproximadament el 9,6% de les famílies i el 10,4% de la població estaven per davall del llindar de pobresa.

## Poblacions més properes
El següent diagrama mostra les poblacions més properes.